# الاتفاقية الإفريقية للحفاظ على الطبيعة والموارد الطبيعية
الاتفاقية الأفريقية للحفاظ على الطبيعة والموارد الطبيعية المعروفة أيضًا باسم اتفاقية الجزائر هي اتفاقية على مستوى قارة أفريقيا تم توقيعها في عام 1968 في الجزائر العاصمة. وهي تحل محل الاتفاقية المتعلقة بالحفاظ على الحيوانات والنباتات في حالتها الطبيعية لعام 1933، وقد حلت محلها الاتفاقية الأفريقية للحفاظ على الطبيعة والموارد الطبيعية (المنقحة) الموقعة في مابوتو في عام 2003.